# Línia 7 (EMT València)

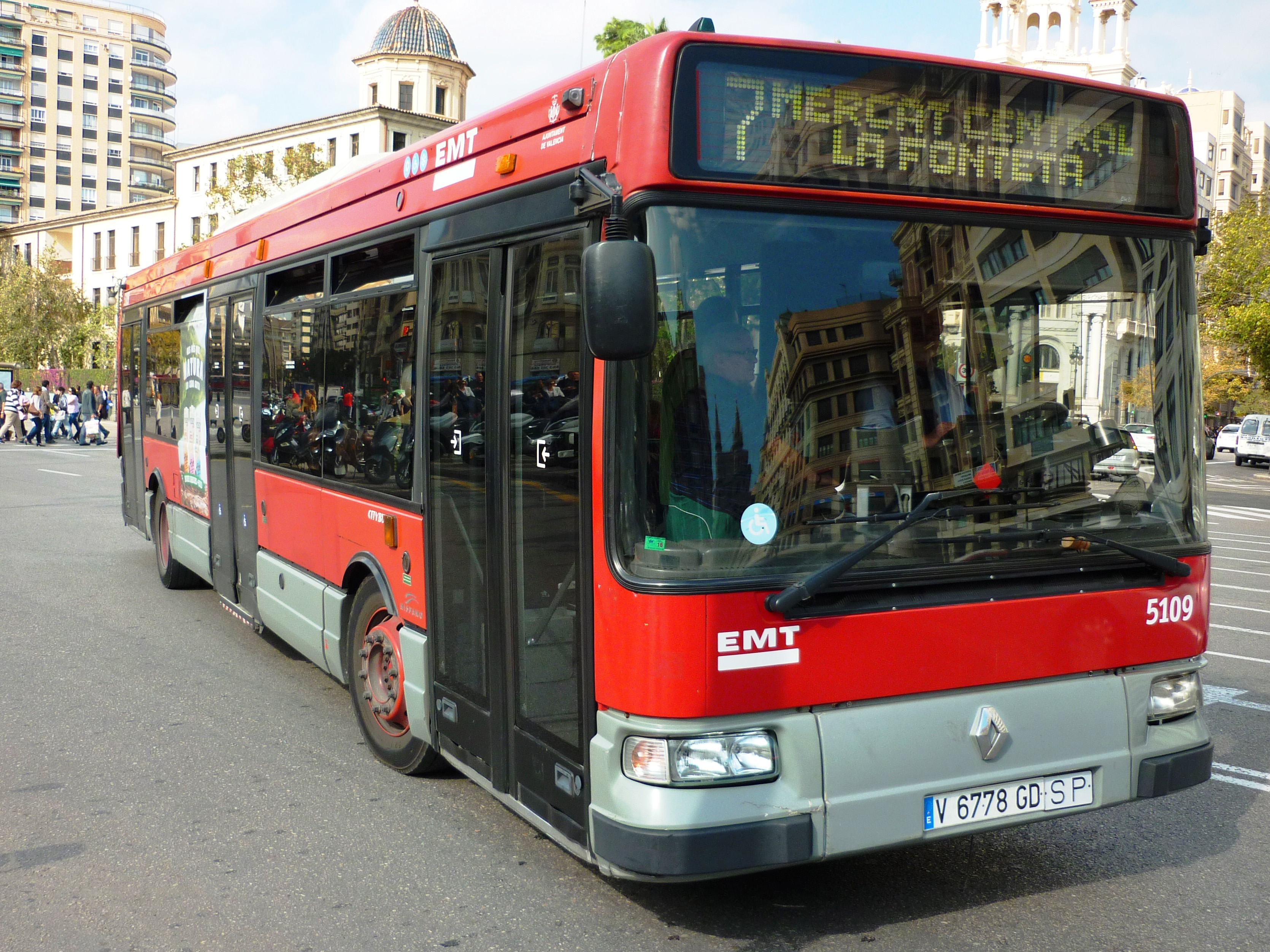
Renault Citybus, unitat 5109 de 1998, prestant servici a la L7 (2016)

La línia 7 de l'Empresa Municipal de Transports de València (EMT), també anomenada Mercat Central - Fonteta de Sant Lluís, és una línia d'autobús urbà de València. La línia connecta els barris de Velluters i el Mercat, a Ciutat Vella, amb la Fonteta de Sant Lluís, tot passant per Russafa.

## Recorregut

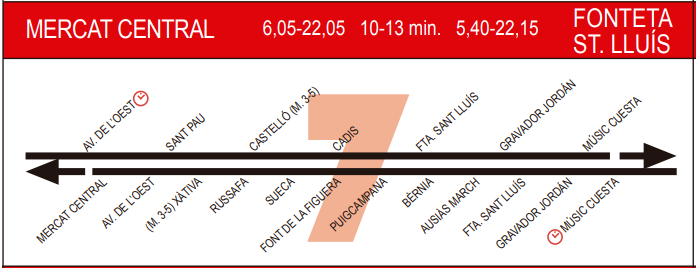
Esquema de ruta de la línia (2020)

L'any 2024, el recorregut de la línia en direcció a la Fonteta de Sant Lluís comença a l'avinguda de l'Oest, continuant pels carrers de Quevedo, Jesús i Cadis per a arribar a la carrera de la Font de Sant Lluís. En direcció a Mercat Central, el recorregut de la línia comença a la Fonteta per a seguir pels carrers del Gravador Jordán, Fonteta de Sant Lluís, Ausiàs March, Bèrnia, Puig Campana, Font de la Figuera, Sueca, Russafa, Xàtiva i acaba arribant a l'avinguda de l'Oest.

## Història
La línia 7 té l'origen en la línia 7 "Russafa-Mislata" de tramvia de la Companyia de Tramvies i Ferrocarrils de València (CTFV). L'1 de juliol de 1964, ja propietat de la Societat Anònima Laboral de Transports Urbans de València (SALTUV), canvià els tramvies per autobusos. Amb el nou nom, "Mislata-Russafa-Font de Sant Lluís", la línia s'expandí fins a la Fonteta de Sant Lluís el 1971 i fins l'interior de Mislata, al carrer d'Hernán Cortés, el 3 de febrer de 1975. El juny de 1978, la nova línia 29 adoptà el seu recorregut pels carrers de Brasil i la Petxina. Se convertí en línia d'agent únic (sense cobrador, només conductor) a partir de l'1 de gener de 1980. Durant tot el període sota la gestió de la SALTUV, la flota de la línia estigué formada per unitats de Pegaso 6035.
A partir dels anys 80, sent part ja de l'Empresa Municipal de Transports de València (EMT), la flota de la línia inclou unitats Pegaso 6050 i Renault PR100, sent estos últims la flota de la línia durant els anys 90. Ja a la primera dècada del segle XXI la línia usà breument Renault R-312 i més regularment Renault Citybus i Scania Omnicity. El novembre de 2008 la línia rep el certificat de la norma de qualitat AENOR UNE EN 13816. El setembre de 2009 modifica definitivament la regulació a Mislata, entrant-ne i eixint-ne pel carrer de Sant Antoni. El 5 de novembre de 2012 retallà el seu trajecte fins al centre, modificant el seu nom a "Mercat Central - Fonteta Sant Lluís". El març de 2014 modificà el seu retorn al centre, tornant pels carrers de Doctor Waksman, Font de la Figuera i Sueca en lloc de per Sapadors. El 15 de juny de 2022, amb la desaparició de les línies nocturnes, la L7 adoptà de nit la ruta de la N7.